# 純 (お笑い芸人)
純（じゅん、1981年1月14日 - ）は、日本のお笑い芸人。お笑いコンビ・しずるのボケ担当。本名及び旧芸名は村上 純（むらかみ じゅん）。相方は池田一真。吉本興業所属。東京NSC9期生。東京都足立区出身。

## 来歴
東京都足立区中央本町出身。母子家庭で育ち、兄と姉がいる。足立区立栗島中学校、東京都立駒場高等学校、成蹊大学法学部卒業。アナウンサーの高畑百合子と漫画家の後藤隼平は高校時代の同級生である。
2003年、池田一真としずるを結成。池田が生理的に無理であったからという理由で結成半年で1度解散している。ヒロキング名義でピン芸人として活動していた兄とコンビ「村上団地」を結成してM-1グランプリ予選に出場するが、1回戦で敗退したため解散。その半年後にしずるを再結成する。
2006年4月から3か月活動休止の謹慎処分を受ける。2008年初頭、寝坊を事務所に報告しなかったことが原因で2度目の3か月の謹慎処分を受ける。4月に活動を再開。
吉本男前ランキングで2009年度に10位、2010年度に3位、2011年度に6位、2012年度に13位、2013年度に7位にランクインしている。
2010年10月に開催された『LIVE STAND 10』のKAWAI-MON STAGEで行われた「オレたちだっておしゃれしていいんじゃねー?」ステージで、コーディネートチャンピオンに選ばれた。また、会場で販売された「よしもと男前芸人ジャンボうちわ」の売り上げが1位だった。
2011年1月公開の木村祐一監督の映画『ワラライフ!!』に主演。また、同映画の宣伝を機にTwitterアカウントを開設。
2012年2月27日に約10年交際した同い年の一般女性との結婚を発表し、翌28日に婚姻届を提出。2016年9月8日に妻との間に第1子長男が誕生した。
2015年、主催ライブ「しずる村上が5人とコント」を開催。このライブは吉田大吾（POISON GIRL BAND）が主催したライブ「POISON吉田が5人と漫才」に着想を得たものであり、村上がゲストの5名それぞれと自ら書き下ろしたコントを披露するものである。吉田このライブの司会を務め、このライブについて吉田は「前から『誰かコントでやったらいいのに』と思ってた。すごく楽しみ」と話した。
2025年4月13日、芸名を純に改名することを発表。改名の理由として、「今思えば、小中高大と友達や先生から“純”と呼ばれてきた人生だったなと思い、改めて本来の自分に原点回帰しこの名前で活動していこうと決めました」と話している。なお、相方もKAƵMAから本名に戻す形で池田一真に再改名した。

## 人物
愛称は「村ちゃん」、「村純」など。AB型。星座はやぎ座。身長169cm、体重62kg。高所恐怖症である。2010年頃からループタイを好んで身につけている。得意料理はパスタ。嫌いな食べ物は大葉系。ラーメン二郎を愛するジロリアンであり、阿佐ヶ谷ロフトAでイベントも開催している。
初恋は、小学2年生のときで、12歳までその相手を想っていた。かつてはデブで運動オンチだったが、15歳を境にモテはじめた。いわゆる高校デビューであった。
特技はグラビア分析。小学4年生時にグラビアに目覚めて以来グラビアアイドルを研究している。黒田美礼、川村亜紀、シェイプUPガールズらを「僕を通り過ぎて行った青春」と表現している。見ただけでバストの大体のカップ数はわかるという。
お笑いポポロでは「心はおとめ座な男」（本当は山羊座）、「考え方が女の子っぽい男」と述べている。『お試しかっ!』に女装で出演した際には、収録1か月前から張り切って衣装を考えていたという。
かつては舞台でも眼鏡をかけている時とかけていない時があったが、レーシックの手術を受け視力を回復して以降は眼鏡をかけていない。眼鏡をかけていた頃は、藤森慎吾に間違えられた。
酒癖が悪く、一旦寝てしまうとなかなか起きられない体質である。酒が原因で仕事に遅刻してしまった経験が何度もあり、それが原因で謹慎になったこともある。
敬愛するミュージシャンとしてロキノン系、Kiroro、昔のEvery Little Thing、森山直太朗、CHARA、中島みゆき、さだまさしなどを挙げている。好きなアイドルグループはでんぱ組.incで、藤咲彩音を「推し」としていた。また、でんぱ組非公式芸人による不定期開催のトークライブでは中心人物でもあった。
又吉直樹を尊敬しており、親交が深い。村上健志と仲が良く、同じ名字であることから「W（ダブル）村上」とよく呼ばれている。他事務所ではコカドケンタロウ、坪倉由幸と仲が良い。

## 出演

### ネット番組
- フジモンが芸能界から干される前にやりたい10のこと（2016年10月5日 - 2018年9月19日、AbemaTV） - 不定期MC[8]
- KANCOS HOLIC（2018年8月20日 - 9月24日、AbemaTV） - MC
- 酒癖50（2021年8月5日、ABEMA） - 色川漣 役

### テレビドラマ
- ゲキカラドウ（2021年1月 - 3月、テレビ東京） - 配達員 役
- 正直不動産 第3話（2022年4月19日、NHK）- 辰巳遼平 役
- ひきこもり先生 第2シーズン 前編（2022年12月17日、NHK） - 羽賀タケル 役
- 晩酌の流儀2 第4話（2023年7月29日、テレビ東京） - 宇津井 役[9]

### 映画
- ワラライフ!!（2011年、木村祐一監督） - 主演・古川修一 役
- 耳かきランデブー（2017年、ふくだみゆき監督） - 小林 役
- まく子（2019年、鶴岡慧子監督） - ドノ 役
- あみはおばけ（2023年、今野恭成監督） - 川村雄介 役[10][11]

### 舞台
- ハジケ・る ポップコーン一座『テイ・る オブ ナイトメア』〜不思議の国の給仕係〜（2025年3月21日 - 30日、I'M A SHOW）[12][13]

### ラジオ
- しずる村上のWALK THIS 麺（2020年11月8日 - 2021年2月7日、2023年7月9日 - 、Audee）

### PV
- 中谷満男「浪花刑事ブルース」
- カルテット「ベストフレンド」

## 書籍
- What a Wonderful Life!!（2011年1月25日、講談社）
- 30秒で「思いが伝わる」技術 （2013年5月10日、PHP）（牧田幸裕との共同出版）
- 人生で大切なことはラーメン二郎に学んだ （2013年9月18日、光文社新書）
- 短編小説集 青春箱（2014年3月21日、双葉社）
- 裸々（2022年3月25日、KADOKAWA）

## 舞台演出
- なめ猫 on STAGE（2023年2月22日 - 3月1日、新宿FACE）